# 雙斑躄魚
雙斑躄魚是輻鰭魚綱鮟鱇目躄魚亞目躄魚科的其中一種。

## 分布
本魚分布於西太平洋，包括台灣、菲律賓、印尼、新幾內亞、所羅門群島、帛琉等海域。
主要棲息於淺海，但可生活於河口，偶爾居住在淡水域中，这才躄鱼科是非常少见的，该鱼种也因此成为了一种另类观赏鱼。

## 深度
水深0~73公尺，但一般皆發現於10公尺內。

## 特徵
本魚吻短。眼小。口裂大，下頜突出；上下頜、鋤骨及腭骨均具齒。體為一致的橘紅色，體側扁，卵圓形，腹部膨大，尾柄明顯。頭高大，頭背緣陡斜。背鰭兩個，具3棘，第一背鰭特化為吻觸手，呈錐形皮瓣，上有許多細絲狀突起，第二硬棘游離，第三硬棘高大，第二背鰭長，具軟條12枚；臀鰭具軟條6~7枚；腹鰭顯然短於胸鰭；尾鰭圓形。基部具有1枚黃緣黑色眼狀斑，體表粗糙，被雙叉小棘。頦部有肉質小突起。體長可達12公分。

## 生態
本魚棲息在珊瑚礁區，為稀有的魚類。利用吻觸手可吸引別種小魚來覓食，然後出其不意地予以吞食。所產之卵，形成絲狀團狀，具有漂浮力，為有毒魚類。

## 經濟利用

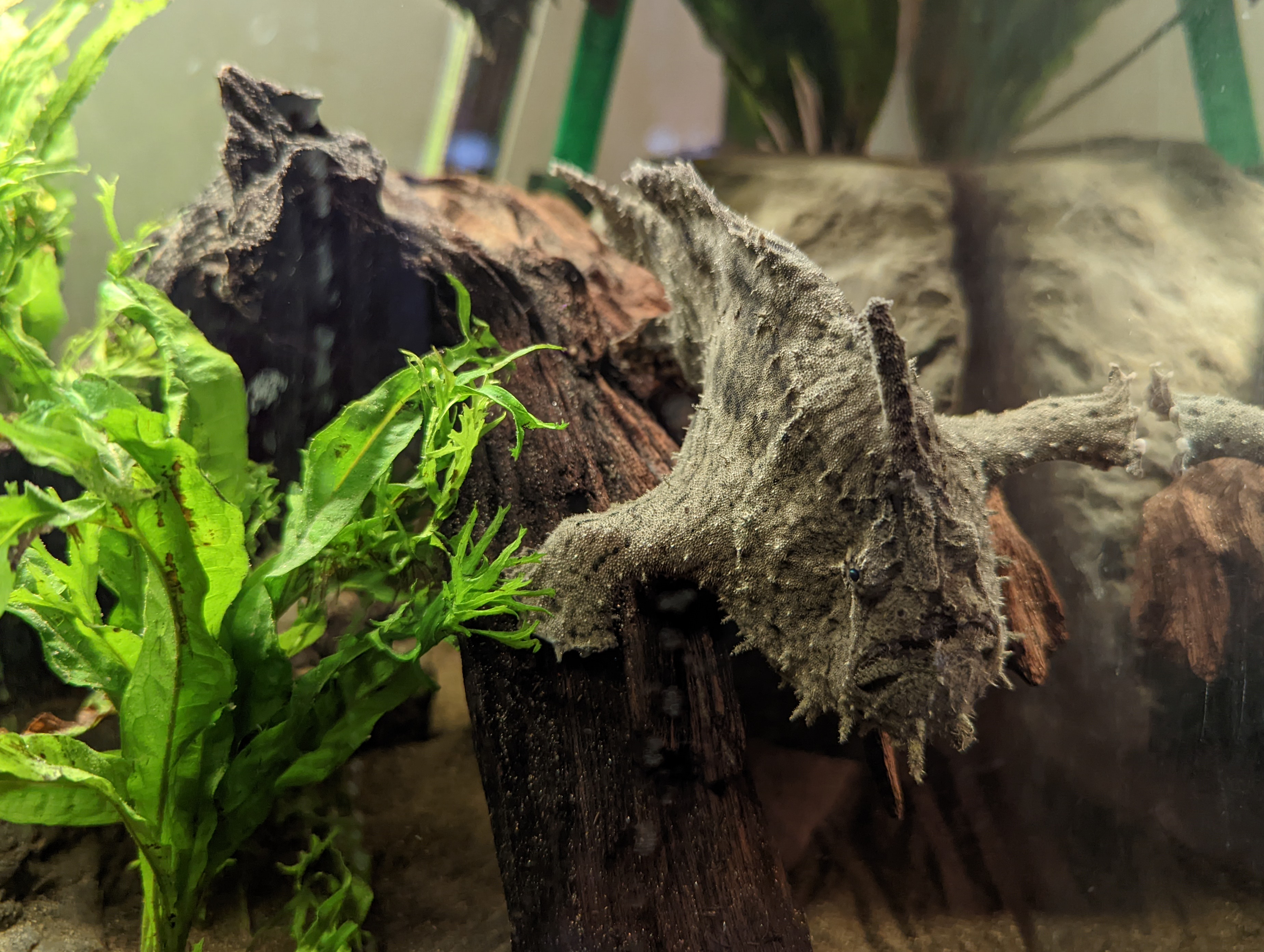
水族箱中的雙斑躄魚

因具鮮豔體色和广盐性，可作為觀賞魚。